# Институт искусств Сан-Франциско
Институт искусств Сан-Франциско (англ. San Francisco Art Institute, сокр. SFAI) — частный некоммерческий колледж современного искусства, главный кампус которого расположен на Рашен-Хилл в Сан-Франциско, штат Калифорния.
Институт искусств Сан-Франциско основан в 1871 году и является одной из старейших художественных школ США и старейшей школой к западу от Миссисипи.
Старшие курсы обучаются в Форт-Мейсон в Национальном центре отдыха «Золотые ворота», который первоначально был военной базой. Обучение проходят примерно 400 студентов и 200 аспирантов. Учреждение аккредитовано Западной ассоциацией школ и колледжей (WASC) и Национальной ассоциацией школ искусства и дизайна (NASAD) и является членом Ассоциации независимых колледжей искусства и дизайна (AICAD).

## История

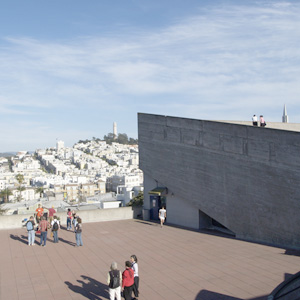
Терраса на крыше кампуса SFAI на Честнат-стрит.

История института началась в 1871 году с образования Ассоциации искусств Сан-Франциско (SFAA) — небольшой, но влиятельной группы художников, писателей и общественных деятелей, возглавляемой Вирджилом Мэйси Уильямсом и первым президентом Хуаном Б. Вандесфордом при участии Б. П. Эвери, Эдварда Боски, Томаса Хилла и С. У. Шоу. Целью ассоциации было продвижение местных авторов, а также создание школы и музея для дальнейшего развития и сохранения новой художественной традиции, сложившейся в относительной культурной изоляция на Американском Западе.
К 1874 году SFAA насчитывала 700 постоянных членов и 100 пожизненных членов. Было собрано достаточно средств, чтобы открыть школу искусств, которая получила название Калифорнийская школа дизайна (California School of Design, CSD). Художник Вирджил Мэйси Уильямс, который почти десять лет учился у мастеров живописи в Италии и до приезда в Сан-Франциско преподавал в Гарвардском колледже, стал первым директором школы и преподавателем живописи. Обе должности он занимал до своей внезапной смерти в 1886 году. За время директорства Уильямса CSD заслужила хорошую репутацию на национальном уровне и накопила значительную коллекцию раннего калифорнийского и западного изобразительного искусства в качестве основы для будущего музея.
В 1893 году Эдвард Сирлс пожертвовал Калифорнийскому университету с условием передачи SFAA особняк Хопкинса, один из самых роскошных и изысканно украшенных викторианских особняков, в качестве примера и учебного пособия для обучения изобразительному искусству, музыке и литературе. Получивший название Институт искусств Марка Хопкинса, он стал первым центром изобразительного искусства и культуры Сан-Франциско, где разместились как кампус CSD, так и коллекция произведений искусства SFAA. Благодаря этому приобретению студенты Калифорнийского университета смогли посещать на занятия CSD.
В 1906 году разрушительный пожар, вызванный землетрясением, разрушил здание Института искусства Марка Хопкинса, а также повредил записи и коллекции произведений искусства CSD и SFAA. Стоимость восстановления здания и его содержимого оценивалась в 2 573 000 долларов США, а совокупная сумма многочисленных страховых выплат составила менее 100 000 долларов. Тем не менее, в течение года SFAA построила новый, но сравнительно более скромный кампус в том же месте и присвоила ему название Институт искусства Сан-Франциско (San Francisco Institute of Art).
В 1916 году SFAA объединилась с Обществом художников Сан-Франциско (San Francisco Society of Artists) и получила в управление Художественный музей Сан-Франциско во Дворце изящных искусств, который был создан для Панамско-Тихоокеанской международной выставки 1915 года. Кроме того, школа была переименована в Калифорнийскую школу изящных искусств (CSFA), чтобы отразить региональную роль в продвижении, развитии и сохранении искусства и культуры. В 1926 году школа переехала на Честнат-стрит в районе Рашен-Хилл, и в 2015 году являющуюся месторасположением главного кампуса. В 1930 году мексиканский художник-монументалист Диего Ривера создал для студенческой галереи картину The Making of a Fresco Showing the Building of a City.
Влиятельными представителями первых 60 лет школы являются фотограф Эдвард Мейбридж, художник Мейнард Диксон, автор первой американской графической новеллы Генри Кияма, один из первых афроамериканских художников Сарджент Клод Джонсон, фотограф Луиза Даль-Вульф, скульптор Гуцон Борглум, немецкий художник-экспрессионист Рудольф Гесс.
После окончания Второй мировой войны школа стала центром абстрактного экспрессионизма, представителями которого были Клайффорд Стилл, Эд Рейнхардт, Марк Ротко, Дэвид Парк, Элмер Бишофф и Клэй Спон. Хотя живопись и скульптура оставались доминирующими направлениями в течение многих лет, школа предлагала и курсы фотографии. В 1946 году Ансель Адамс и Майнор Уайт основали факультет художественной фотографии, преподавателями которой стали Имоджен Каннингем, Эдвард Уэстон и Доротея Ланж. В 1947 году режиссёр Сидни Петерсон начал читать курс по киноискусству. Продолжая эту линию, в 1949 году директор CSFA Дуглас Макаги организовал международную конференцию «Западный круглый стол по современному искусству», в которой приняли участие Марсель Дюшан, Фрэнк Ллойд Райт и Грегори Бейтсон. Целью круглого стола ставилось выявление «скрытых предположений» и формулировка новых вопросов об искусстве.
К началу 1950-х годов Северный пляж Сан-Франциско превратился в центр движения битников западного побережья, и музыка, поэзия и дискурс стали неотъемлемой частью жизни художников. Джесс Коллинз отказался от карьеры исследователя плутония и поступил в SFAI в качестве студента живописи. В 1953 году он и его партнер, поэт Роберт Дункан, вместе с художником Гарри Якобусом открыли галерею King Ubu — значимое альтернативное пространство для искусства, поэзии и музыки. Вскоре сложился калифорнийский стиль современного искусства, в котором соединились абстракция, изобразительность, повествование и джаз. Преподаватели SFAI Дэвид Парк, Элмер Бишофф, Джеймс Уикс, Джеймс Келли, Фрэнк Лобделл и Ричард Дибенкорн стали лидерами изобразительного искусства района залива, взяв за основу выставленные в местных музеях работы Эдварда Мунка, Макса Бекмана, Эдгара Дега и Анри Тулуз-Лотрека. Учащиеся школы, включая Дэвида Симпсона, Уильяма Т. Уайли, Роберта Хадсона, Уильяма Аллана, Джоан Браун, Мануэля Нери, Карлоса Вилья и Уолли Хедрика, продолжили исследование новых идей и новых материалов, дав начало фанк-арту.
В 1961 году школа получила сегодняшнее название — Институт искусств Сан-Франциско (San Francisco Art Institute, SFAI). Отрицая различие между изобразительным и прикладным искусством, SFAI придерживался передовых взглядов признания широкого диапазона выразительных средств, которые совмещали многие практики, включая перформанс, концептуальное искусство, новые медиа, графику, типографику, а также политические и социальные документальные фильмы. Среди студентов в начале и середине 1960-х годов были художники Рональд Дэвис, Роберт Грэм, Форрест Майерс, Лео Валледор, Майкл Хейзер, Ронни Лэндфилд, Питер Регинато, Гари Стефан и Джон Дафф, а в конце 1960-х Энни Лейбовиц, которая вскоре начала фотографировать для журнала Rolling Stone; Пол Маккарти, известный своими перфомансами и скульптурными работами; и Чарльз Бигелоу, который стал одним из первых типографов, разработавших шрифты для компьютеров. Выпускники Рут-Марион Барух и Пиркл Джонс задокументировали первые дни партии Черных Пантер в Северной Калифорнии.
В 1969 году Паффард Китинг-Клей возвёл пристройку к зданию института, которая добавила более 2000 м² пространства. Появились новые студии, большой театрально-лекционный зал, открытый амфитеатр, галереи и кафе.
Инсталляционное искусство, видео, музыка и общественный активизм продолжали вдохновлять большую часть работ преподавателей и студентов в 1970-х и 1980-х годах. В этот период здесь побывали Джордж Кучар, Гунвор Нельсон, Говард Фрид, Пол Кос, Анджела Дэвис, Кэти Акер, Роберт Колескотт и многие другие влиятельные художники и писатели. Среди студентов было несколько исполнителей и музыкантов, в том числе Карен Финли, чьи выступления бросили вызов представлениям о женственности и политической власти, а также Прерия Принс и Майкл Коттен, которые представили свое первое выступление в качестве The Tubes в лекционном зале SFAI и стали пионерами в области музыкального видео. Школа стала центром музыкальной сцены панка, и такие группы, как Mutants, Avengers и Romeo Void, были созданы студентами SFAI. Техника также стала частью художественной практики: проект Шарон Грейс «Отправь / получи» использовал спутниковую связь для интерактивного трансконтинентального перфоманса, в то время как в рамках проекта Survival Research Laboratories, основанного студентом Марком Полином, были организованы масштабные уличные ритуализованные взаимодействия между машинами, роботами и пиротехникой.
С 1990-х годов студия и класс всё более и более становятся связанными с миром через общественное искусство и общественные действия. Будучи студентами SFAI, Барри Макги, Аарон Нобл и Риго 23 стали частью движения, известного как Mission School, перенося свое вдохновленное граффити искусство на улицы и стены города. Преподаватели и студенты создали особые проекты для разных мест: от набережной Сан-Франциско —памятник бригаде Авраама Линкольна работы Энн Чемберлен и Уолтера Гуда, до консульства США в Тихуане (Мексика) — скульптура художника Педро Рейеса и студентов SFAI. Такие организации, как Artists' Television Access (ATA) и Root Division, основанные выпускниками, и программа SFAI City Studio, вовлекают в искусство местные общины и создают культурную экосистему. Историческое значение школы было признано в 2016 году, когда её кампус вошёл в Национальный реестр исторических мест.